# Вербовка (Хмельницкий район)
Вербовка (укр. Вербівка) — село на Украине, находится в Хмельницком районе Винницкой области.
Код КОАТУУ — 0524883702. Население по переписи 2001 года составляет 299 человек. Почтовый индекс — 22000. Телефонный код — 4338.
Занимает площадь 0,46 км².

## Адрес местного совета
22008, Винницкая область, Хмельницкий р-н, с. Лелитка, ул. Ленина, 23б